# تيرينس نوكس
تيرينس نوكس (بالإنجليزية: Terence Knox)‏ (16 ديسمبر 1946 بريتشلاند في الولايات المتحدة - ) هو ممثل تلفزيوني وممثل أفلام وملاكم أمريكي.

## روابط خارجية
- تيرينس نوكس على موقع IMDb (الإنجليزية)
- تيرينس نوكس على موقع ألو سيني (الفرنسية)
- تيرينس نوكس على موقع أول موفي (الإنجليزية)
- تيرينس نوكس على موقع قاعدة بيانات الأفلام السويدية (السويدية)
- تيرينس نوكس على موقع قاعدة بيانات الفيلم (الإنجليزية)
- تيرينس نوكس على موقع كينوبويسك (الروسية)